# Ulrich Kemp
Ulrich Kemp (* 23. Mai 1961 in Düsseldorf) ist ein deutscher Manager und Unternehmer. Er war unter anderem von Oktober 2004 bis Januar 2008 COO von T-Systems Business Service.

## Werdegang
Nach seiner Ausbildung zum Diplomkaufmann an der Universität des Saarlandes war Kemp 13 Jahre in verschiedenen Führungspositionen bei Hewlett Packard tätig. 1993 wurde er Mitglied des Presidents-Clubs von Hewlett Packard und erhielt hiermit die weltweit höchste Auszeichnung für Vertriebsmitarbeiter des Unternehmens. Von 1998 bis März 2000 leitete er als General Manager Personal Computer und Information Storage alle Vertriebs- und Marketing-Aktivitäten für diese Bereiche in Deutschland. Im März 1999 wurde er zudem Mitglied der Geschäftsleitung Deutschland. Im März 2000 übernahm er den Posten des General Manager Large Account Business in Europa. Bis zum Ende seiner Tätigkeit bei Hewlett Packard im Dezember 2000 war Kemp europäischer Manager der für Internet-Startups zuständigen Business Unit.
2001 wechselte Kemp als Geschäftsführer der Vertriebsgesellschaft Deutschland zu Fujitsu-Siemens Computers und trat dort die Nachfolge von Achim Berg an. Während seiner Tätigkeit konnte der Gewinn des Unternehmens gesteigert werden. So gelang es das Geschäftsjahr 2001/02 erstmals seit Gründung mit Gewinn abzuschließen. In den folgenden Jahren 2003 und 2004 wurde der Gewinn weiter vervielfacht. Nach vierjähriger Tätigkeit bei dem IT-Hersteller wechselte Kemp im Oktober 2004 auf eigenen Wunsch zur Telekom-Tochter T-Systems.
Von Oktober 2004 bis Januar 2005 war Kemp Chief Sales und Service Manager bei T-Systems Business Service, bevor er dort die neu geschaffene Funktion des Vertriebschefs übernahm.
Als Chief Operating Officer (COO) von T-Systems Business Service leitete er das operative Geschäft. Im Rahmen seiner Tätigkeit war er verantwortlich für das TK- und IT-Geschäft mit 160.000 überwiegend mittelständischen Geschäftskunden der Deutschen Telekom und zudem Mitglied der T-Systems Geschäftsleitung.
Bevor er im Januar 2008 auf persönlichen Wunsch zurücktrat, konnte er überdurchschnittliche Wachstumsraten erbringen.
Nach seinem Rücktritt bei T-Systems nahm Kemp sich zunächst eine persönliche Auszeit, bevor er im Oktober 2008 den Posten als COO bei LG Electronics antrat. Er übernahm dort die operative Marketing- und Sales-Verantwortung für alle Produktbereiche, darunter Home Entertainment, Mobile Communication, Business Solutions, Home Appliance und Air Conditioning. Unter seiner Verantwortung stieg der Umsatz des Unternehmens u. a. im Krisenjahr 2009 entgegen dem Branchentrend um 41 %. In seiner Zeit bei der deutschen Landgesellschaft des koreanischen Unternehmens LG lernte Kemp außerdem koreanisch.
2011 trat Kemp aus persönlichen Gründen von seinem Posten zurück. Sein Entschluss wurde von Seiten des Unternehmens bedauert.
Seit 2011 betätigt Kemp sich als Gründer, Shareholder und aktiver Berater bei verschiedenen Unternehmen: Work and Vision GmbH, Osmot Eco-Light GmbH, Osmot Powertoys GmbH, Cittadino GmbH, Manticore RC GmbH, Health Balance GmbH, Kemp Marketing and Sales, Cheny & Friends, Dr. Selma Uygun, gurumB GmbH und UnitedCrowd GmbH.
Kemp ist geschieden und lebt mit seinem Sohn in Meerbusch.